# Комаров Олександр Валерійович (плавець)
Комаров Олександр Валерійович (народився 10 червня 1988) — український плавець, Заслужений майстер спорту України (2019 рік), чемпіон та багаторазовий призер чемпіонатів Європи, світу та Паралімпійських ігор .
Займається плаванням з 2003 р. у секції Донецького центру «Інваспорт».
Користується інвалідним візком.

## Освіта
1995—2005 проходив навчання у загальноосвітній школі № 7 міста Маріуполь. Закінчив з золотою медаллю.
Вища освіта: — У 2010 році закінчив Економіко-правовий факультет Маріупольського державного університету за спеціальністю «Міжнародна економіка»;
— У 2017 році закінчив Бердянський державний педагогічний університет за спеціальністю «Фізичне виховання»;
— У 2020 році закінчив Економіко-правовий факультет Маріупольського державного університету за спеціальністю «Публічне управління і адміністрування».

## Участь у обласних та міських конкурсах
Став переможцем конкурсів «Майбутнє Маріуполя 2009» і «Маріуполець року 2011».
Лауреат обласного конкурсу «Кришталеве серце» у номінації «Життя, як подвиг».
У 2020 році отримав звання "Почесний громадянин міста Маріуполь"

## Державні нагороди
- Орден «За мужність» III ст. (4 жовтня 2016) — За досягнення високих спортивних результатів на XV літніх Паралімпійських іграх 2016 року в місті Ріо-де-Жанейро (Федеративна Республіка Бразилія), виявлені мужність, самовідданість та волю до перемоги, утвердження міжнародного авторитету України[2]
- Орден «За мужність» II ст. (18 вересня 2024) — За досягнення високих спортивних результатів на XVII літніх Паралімпійських іграх у місті Парижі (Французька Республіка), виявлені самовідданість та волю до перемоги, утвердження міжнародного авторитету України[3]